# Насасси, Хосе
Хосе́ Наса́сси (исп. José Nasazzi Yarza; 24 мая 1901, Монтевидео — 17 июня 1968, Монтевидео) — уругвайский футболист, защитник. Чемпион мира 1930 года, двукратный олимпийский чемпион. Провёл все матчи за сборную страны в качестве её капитана. Один из самых титулованных и выдающихся футболистов в истории сборной Уругвая.

## Биография
Хосе Насасси родился в семье выходца из Ломбардии Джузеппе Назацци и дочери баскских эмигрантов Хасинты (девичья фамилия — Ярса). Окончив начальную школу, Хосе пошёл работать во мраморную мастерскую. Обладая большой физической силой, в 17 лет Насасси стал играть в футбол в «Лито». В 1920 году он перешёл в «Роланд Мур», а в 1922 году присоединился к команде из родного района «Белья Виста», где прошла значительная часть его футбольной карьеры.
За свою карьеру на профессиональном уровне провёл за клуб «Белья Виста» (1922—1932) — 250 матчей (8 голов) и за «Насьональ» (1932—1937) — 90 матчей (10 голов).
За сборную Уругвая с 4.11.1923 по 20.09.1936 года сыграл 41 матч.
Хосе Насасси, как правило, выступал в качестве правого защитника, однако также мог играть в центре обороны. Насасси был лидером и капитаном сборной Уругвая и в своих клубах, обладал большой физической силой и признанным мастером в верховой борьбе за мяч.
Скончался от рака пищевода.

## Память
Стадион клуба «Белья Виста» назван в честь Хосе Насасси.
Также в его честь называется одна из неофициальных систем определения сильнейшей команды мира — «Эстафетная палочка Насасси». После победы сборной Уругвая на чемпионате мира 1930 года капитан первой команды, обыгравшей чемпиона (Бразилия), подхватил эту «эстафетную палочку» и его команда неофициально была провозглашена сильнейшей в мире. В отличие от других подобных рейтингов (например, Неофициальный чемпионат мира), учитывается исключительно результат, зафиксированной в основное время игры.

## Титулы
- Чемпион Уругвая (2): 1933, 1934
- Чемпион Южной Америки (4): 1923, 1924, 1926, 1935
- Олимпийский чемпион (2): 1924, 1928[комм. 1]
- Чемпион мира: 1930

## Комментарии
1. ↑  Данные Олимпийские футбольные турниры также имели статус «чемпионатов мира среди любителей».